# Удастся ли нашим героям найти своего друга, который таинственно исчез в Африке?
Удастся ли нашим героям найти своего друга, который таинственно исчез в Африке? (итал. Riusciranno i nostri eroi a ritrovare l'amico misteriosamente scomparso in Africa?) — итальянская приключенческая кинокомедия 1968 года режиссера Этторе Сколы.

## Сюжет
Фаусто Ди Сальвио, богатый итальянский бизнесмен, едет в Анголу, чтобы попытаться найти своего шурина, который исчез в Африке. Опасное путешествие наполнено приключениями, и удастся ли ему найти и вернуть родственника?

## В ролях
- Альберто Сорди
- Бернар Блие